# Kloster La Grâce-Dieu (Franche-Comté)
Das Kloster La Grâce-Dieu (lat. Abbatia B. M. de Gratia Dei) ist eine ehemalige Trappistinnen-Abtei, ehemalige Trappisten-Abtei und  ehemalige Zisterzienserabtei in der Gemeinde Chaux-lès-Passavant im Département Doubs, Region Bourgogne-Franche-Comté, in Frankreich. Es liegt rund 30 km östlich von Besançon im Tal des Audeux. (Die Abtei nicht zu verwechseln mit den Klöstern La Grâce-Dieu (Aunis) im Département Charente-Maritime und Grace Dieu Abbey in Wales!)

## Geschichte

### Zisterzienser
Im Jahr 1139 wurde das Kloster auf Veranlassung von Richard de Montfaucon gestiftet und mit Mönchen besiedelt, die aus dem Kloster La Charité (Franche-Comté), einem Tochterkloster von Kloster Bellevaux aus der Filiation der Primarabtei Morimond, kamen. Das Kloster blühte im 12. und 13. Jahrhundert. Jedoch waren die klimatischen Verhältnisse dem Ackerbau abträglich. Das Kloster besaß jedoch die Bauernhöfe von le Mont, Fallondans, Rentessert, Chaux, Aissey und Morchamps sowie die Mühlen von l’Audeux und Orsans sowie seit dem 18. Jahrhundert den Hochofen von Greuse. 1367 wurde das Kloster geplündert und in Brand gesetzt und in den Burgunderkriegen 1475 in Mitleidenschaft gezogen sowie im 17. Jahrhundert im Zehnjährigen Krieg von den Schweden verwüstet. 1790 verließen die Mönche das Kloster, das danach durch den Staat verkauft wurde. Anschließend wurde im Chor der Kirche ein Hochofen installiert. 

### Trappisten
1844 wurde es von den Trappisten aus Val-Sainte-Marie erworben, welche die Klostergebäude und die Kirche renovierten und den Hochofen abbrachen; sie blieben bis 1909. Der 1817 im Kloster Bellevaux begründete Konvent zog damals ins Kloster Tamié um, wo er bis heute besteht. 

### Trappistinnen
Die 1841 (mit Hilfe des Erzbischofs Césaire Mathieu) von Kloster Port Royal de Paris nach Besançon (rue Chapitre) gewechselten Nonnen, die sich "Bernardinerinnen vom Heiligsten Sakrament" (Bernardines du Saint Sacrement) nannten und ihrem Kloster den Namen Notre-Dame de la Consolation (Maria Trost) gaben, wurden 1921 in den Zisterzienserorden der Strengeren Observanz (Trappistinnen) aufgenommen und bezogen 1927 das Kloster La Grâce-Dieu, wo sie sich handwerklich betätigten (Honig- und Konfitürenherstellung, Schneiderei für Kinderkleidung) und Gäste beherbergten. 2008 wechselten sie in das Kloster Igny, das gleichzeitig auch die Nonnen der Abteien Belval und Ubexy aufnahm und seinen Namen in Abbaye du Val d'Igny änderte.

## Bauten und Anlage

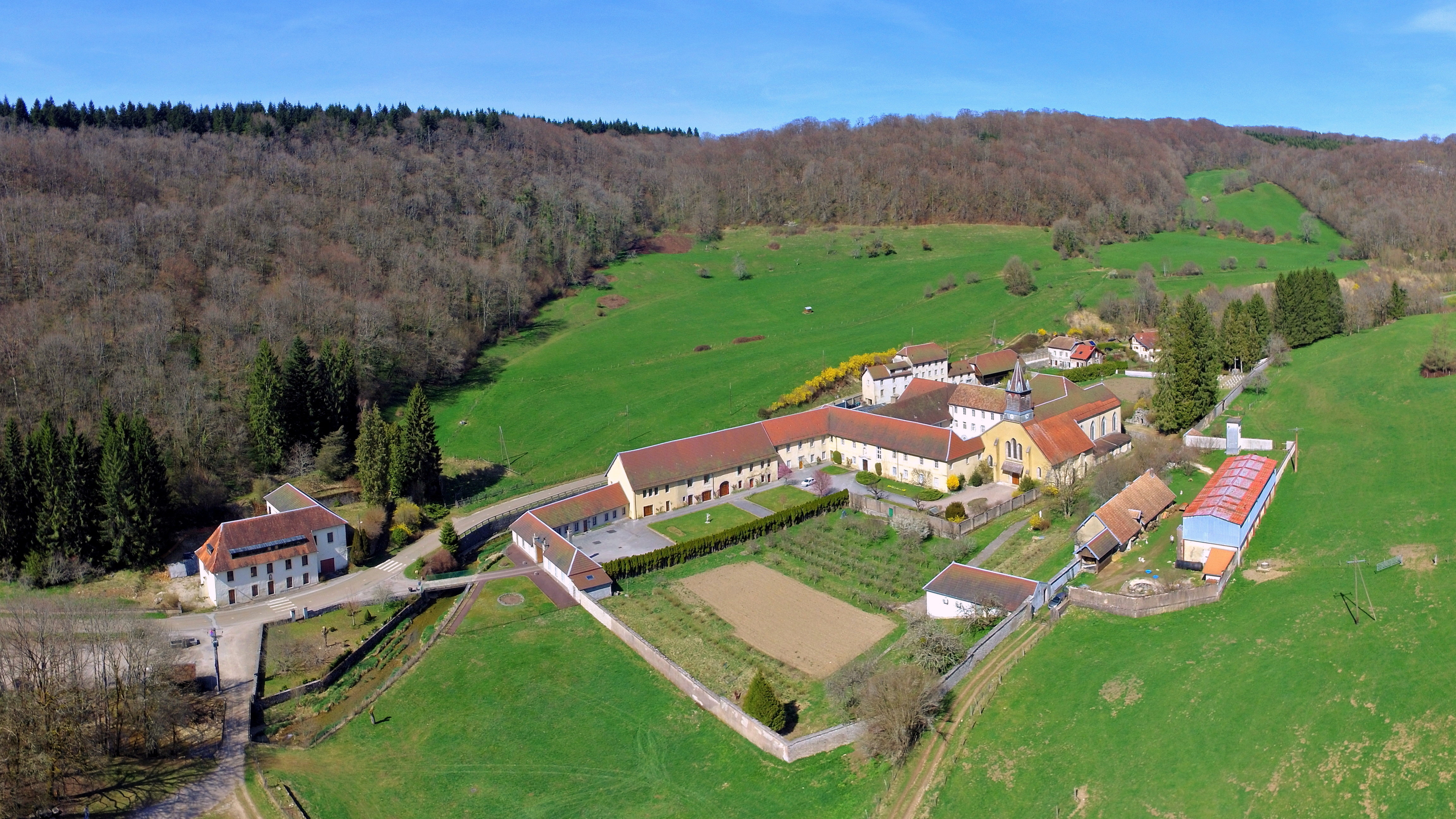
Gesamtansicht

Die im 19. Jahrhundert und erneut 1997 restaurierte Kirche im Übergangsstil bewahrt zwei romanische Fenster. Die Klausur liegt nördlich (links) von der Kirche.